# Derry Girls
Derry Girls (dosł. Dziewczyny z Derry) – brytyjski sitcom autorstwa Lisy McGee, którego premiera odbyła się 4 stycznia 2018 roku na Channel 4. Serial, który odniósł największy sukces komediowy kanału od czasów Ojca Teda, został zainspirowany własnymi doświadczeniami McGee, dorastającej w Derry w Irlandii Północnej w latach 90., w ostatnich latach okresu w historii nazywanego Kłopotami (ang. The Troubles).

## Opis
W rolach głównych występują Saoirse-Monica Jackson, Louisa Harland, Nicola Coughlan, Jamie-Lee O’Donnell i Dylan Llewellyn jako pięcioro nastolatków uczęszczających w połowie lat 90. do katolickiej szkoły wzorowanej na rzeczywistej placówce Thornhill College, gdzie uczyła się sama McGee. Wyprodukowany przez brytyjską firmę Hat Trick Productions, serial Derry Girls był kręcony w Irlandii Północnej: większość scen kręcono w Derry, a niektóre w Belfaście.
Chociaż wątki fabularne Derry Girls są fikcyjne, serial często odwołuje się do rzeczywistych wydarzeń z Kłopotów i procesu pokojowego w Irlandii Północnej, w tym ogłoszenia zawieszenia broni przez IRA w 1994 r., wizyty prezydenta Billa Clintona i Hillary Clinton w Irlandii Północnej w 1995 r. i referendum wielkopiątkowego z 1998 r. Archiwalne nagrania dotyczące kluczowych postaci politycznych, takich jak Ian Paisley, Gerry Adams, Martin McGuinness, John Hume i Mo Mowlam są wyświetlane w programach telewizyjnych i radiowych w domach rodzinnych. Ścieżka dźwiękowa zawiera popularną muzykę tamtej epoki, wykonywaną m.in. przez Ace of Base, Blur, Cypress Hill, Salt-n-Pepa, Enya, The Corrs i The Cranberries.
Pierwszy sezon, wyemitowany na Channel 4 w styczniu i lutym 2018 r., stał się najczęściej oglądanym serialem w Irlandii Północnej od czasu rozpoczęcia nowoczesnych nagrań w 2002 r. Serial kontynuowano wkrótce po wyemitowaniu odcinka pilotażowego; drugi sezon został wyemitowany w marcu i kwietniu 2019 r. Trzecia i ostatnia seria, której akcja toczy się w 1996 i 1997, została zamówiona na 2020 rok, chociaż zdjęcia zostały opóźnione z powodu wpływu pandemii COVID-19 na produkcję telewizyjną i miała swoją premierę w kwietniu 2022 roku.  Ostatni specjalny, wydłużony 45-minutowy odcinek zatytułowany „Porozumienie” (Agreement), którego akcja toczy się w 1998 roku podczas podpisywania Porozumienia wielkopiątkowego, wyemitowany został 18 maja 2022 r.
Derry Girls upamiętnione jest na muralu przedstawiającym jedną z głównych bohaterek, siostrę Michael, namalowanym przez Emmalene Blake w Dublinie, a cała grupa filmowych przyjaciół znalazła się na muralu wykonanym przez UV Arts na bocznej ścianie Badgers Bar and Restaurant przy 18 Orchard Street w Derry. Mural stał się popularną atrakcją turystyczną.
Książka Derry Girls, zatytułowana Erin's Diary: An Official Derry Girls Book, została wydana 12 listopada 2020 r. przez Trapeze Books.
W kwietniu 2022 roku nieistniejący już brytyjski magazynu Smash Hits, który zaprzestał publikacji w 2006 roku, wydał specjalne, jednorazowe wydanie z Derry Girls w ramach promocji trzeciego sezonu serialu.

## Streszczenie
Serial śledzi losy Erin Quinn (Saoirse-Monica Jackson), jej kuzynki Orli (Louisa Harland), ich przyjaciółek Clare (Nicola Coughlan), Michelle (Jamie-Lee O’Donnell ) i angielskiego kuzyna Michelle, Jamesa (Dylan Llewellyn). Ich nastoletnie lata dzieją się pod koniec Kłopotów w Derry, gdzie wszyscy uczęszczają do katolickiej szkoły średniej dla dziewcząt. Przyjaciele często znajdują się w absurdalnych sytuacjach pośród niepokojów politycznych i podziałów kulturowych tamtych czasów.

## Obsada

### Postaci główne
- Saoirse-Monica Jackson jako Erin Quinn. Na początku serii ma 16 lat jest ambitna, ma aspiracje literackie, ale czasami jest albo próżna, albo nadmiernie przejmująca się tym, jak jest postrzegana przez innych.
- Louisa Harland jako Orla McCool. Na początku serii ma 15 lat i jest ekscentryczną kuzynką Erin ze strony matki.
- Nicola Coughlan jako Clare Devlin. Inteligentna i pilna, często jest głosem rozsądku w grupie oraz jest bardziej onieśmielona przez autorytety niż jej przyjaciele. Pod koniec pierwszej serii ujawnia się jako lesbijka. Pomiędzy końcem trzeciej serii a finałem, Clare i jej matka Geraldine przeprowadzają się do Strabane po śmierci ojca (ponieważ Derry za bardzo przypominał matce śmierć Seana).
- Jamie-Lee O’Donnell jako Michelle Mallon. Niepokorna nastolatka w grupie, często wpędza przyjaciół w kłopoty poprzez swoje żywe zainteresowanie seksem, narkotykami i alkoholem.
- Dylan Llewellyn jako James Maguire. Kuzyn Michelle ze strony matki, dorastał w Londynie, ale tuż przed rozpoczęciem serialu mieszka ze swoją ciotką w Derry. W trosce o bezpieczeństwo angielskiego chłopca w miejscowej szkole Christian Brothers James zostaje pierwszym uczniem płci męskiej w Our Lady Immaculate College. Chociaż dziewczyny naśmiewają się z Jamesa, zależy im na nim i ostatecznie akceptują go jako członka grupy. Wszyscy w Derry zakładają, że jest gejem, pomimo protestów chłopaka.
- Tara Lynne O’Neill jako Mary Quinn. Matka Erin i matriarchini rodziny Quinn, jest żoną Gerry’ego od 17 lat na początku serii.
- Tommy Tiernan jako Gerry Quinn. Mąż Mary i ojciec Erin, pochodzi z Navan i pracuje jako kierowca. Ma napięte stosunki z teściem.
- Kathy Kiera Clarke jako Sarah McCool. Matka Orli i młodsza siostra Mary, jest miła, ale tępa, mocno skupiona na wyglądzie własnym i innych. Jest nieuważną matką i bierze niewielką odpowiedzialność za wychowanie Orli.
- Ian McElhinney jako Joe McCool. Ojciec Mary i Sary oraz dziadek Erin i Orli ze strony matki, wprowadził się do Quinnów po śmierci żony. Joe okazuje Gerry’emu jedynie pogardę, nieustannie go krytykując i zachęcając Mary do opuszczenia go.
- Siobhán McSweeney jako siostra George Michael, katolicka zakonnica. Dyrektorka Our Lady Immaculate College, rządzi szkołą żelazną ręką. Bycie zakonnicą traktuje raczej jako zawód niż powołanie, traktując księży z obojętnością, a nawet pogardą i żartując, że została zakonnicą za darmo.
- Leah O'Rourke jako Jenny Joyce, szefowa samorządu szkolnego i pogardzana przez przyjaciół uczennica. Pochodzi z zamożnej rodziny (ojciec Jenny, chirurg w szpitalu Altnagelvin, kiedyś usunął Orli migdałki) i mieszka w dużym domu. Jej matka, Janette, przyjaźniła się z Mary, Sarą, Geraldine i Deirdre, kiedy były nastolatkami w 1977 roku, ale oddaliła się od nich.

### Postaci powtarzające się
- Ava Grace McAleese i Mya Rose McAleese jako Anna Quinn, młodsza siostra Erin.
- Beccy Henderson jako Aisling, najlepsza przyjaciółka i pomocniczka Jenny.
- Claire Rafferty jako panna Mooney, zastępczyni siostry Michael.
- Amelia Crowley jako Deirdre Mallon, matka Michelle i ciotka Jamesa ze strony matki, która jest pielęgniarką.
- Kevin McAleer jako Colm McCool, brat Joego oraz wujek Mary i Sarah, znany z opowiadania historii w powolnym, ociężałym stylu, z licznymi dygresjami. Jego rodzina unika go, kiedy tylko jest to możliwe.
- Paul Mallon jako Dennis, agresywny właściciel sklepu na rogu, w którym często przyjaciele robią zakupy
- Philippa Dunne jako Geraldine Devlin, matka Clare.
- Peter Campion jako młody ksiądz Peter Conway, młody ksiądz, w którym podkochuje się większość dziewcząt, a James ulega fascynacji.
- Jamie Beamish jako Ciaran, ukochany Sarah, który pracuje w sieci sklepów fotograficznych.
- Robert Calvert jako Jim z drugiej strony ulicy, sąsiad Quinnów.
- Maria Laird jako Tina O’Connell, młodsza koleżanka ze szkoły Jamesa i dziewcząt, której kiedyś nie udało im się zastraszyć, a teraz ona nimi gardzi.
- David Ireland jako Sean Devlin, ojciec Clare. Po raz ostatni pojawia się pod koniec serii 3, kiedy choruje tętniaka i umiera tuż po tym, jak Clare odwiedza go w szpitalu.
- Julia Dearden jako Maureen Malarkey, starsza sąsiadka Quinnów.

## Produkcja

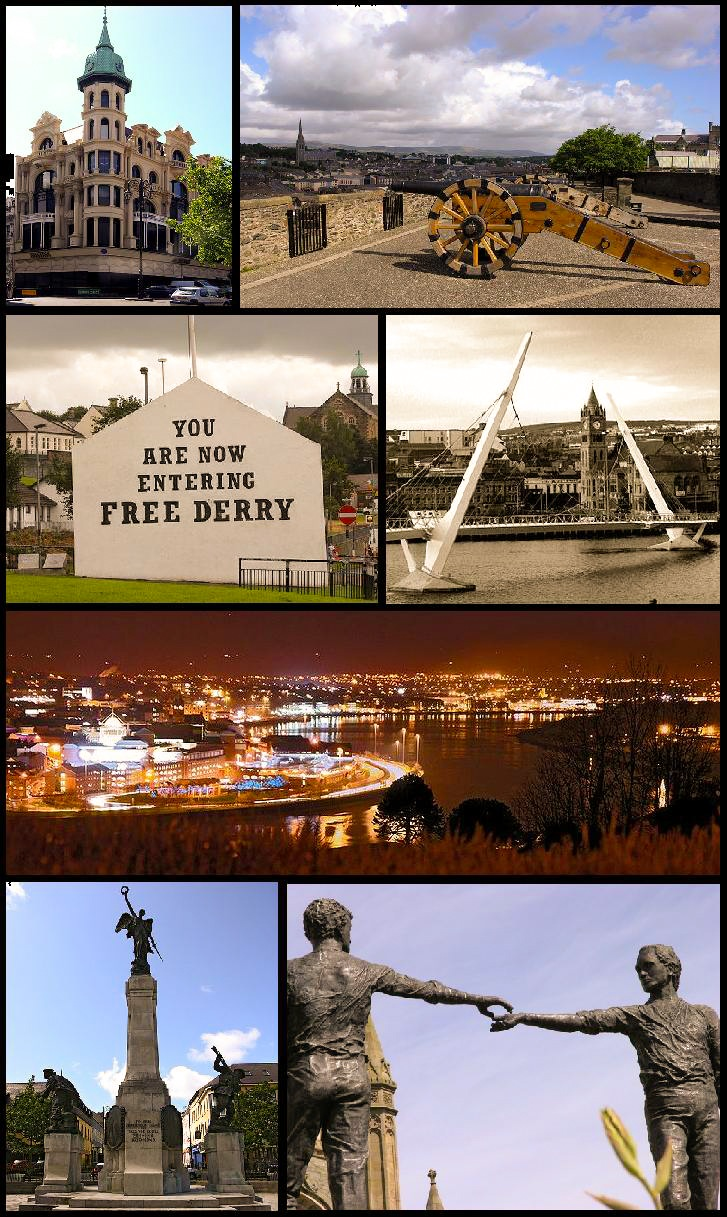
Derry. Widoczne na zdjęciach części miasta, pojawiają się w serialu Derry Girls

Zdjęcia kręcono w Irlandii Północnej, a większość scen powstało w Derry i Belfaście. Sceny w pociągu w sezonie 3., w odcinku 3. działy się w Downpatrick and County Down Railway w Downpatrick, a koniec odcinka kręcono w zamkniętym „Barry's Amusements” w Portrush.
Produkcja drugiej serii rozpoczęła się 8 października 2018 roku.  Drugi sezon rozpoczął się 5 marca 2019 r.  9 kwietnia 2019 roku, zaraz po finale drugiej serii, Channel 4 potwierdził, że Derry Girls powróci z trzecią serią. Produkcja trzeciej serii miała rozpocząć się wiosną 2020 roku, ale została zawieszona po ogłoszeniu lockdownu związanego z COVID-19.  21 lipca 2021 roku Nicola Coughlan potwierdziła, że zdjęcia do trzeciego serialu mają rozpocząć się pod koniec 2021 roku, a premiera będzie na początku 2022 roku. 23 września 2021 r. twórczyni i scenarzystka serialu, Lisa McGee potwierdziła, że Derry Girls zakończy się na trzecim sezonie. 21 grudnia 2021 roku McGee i Coughlan ogłosiły w mediach społecznościowych, że kręcenie ostatniej serii zostało zakończone.

## Emisja
Pierwsza seria miała swoją premierę na Channel 4 w Wielkiej Brytanii w czwartkowe wieczory o 22:00, podczas gdy druga seria została przeniesiona na wtorkowe wieczory na 21:15, z wyjątkiem szóstego odcinka, który został wyemitowany o 21:00. Cała seria jest dostępna w Wielkiej Brytanii na VoD All 4 .
Serial został przejęty przez Netflix na całym świecie: sezon 1 został wyemitowany 21 grudnia 2018 r. Emisję drugiego sezonu rozpoczęto na platformie 2 sierpnia 2019 r. Wszystkie sezony są dostępne w serwisie Netflix w Wielkiej Brytanii i Irlandii, także w Polsce.

## Odbiór krytyków
Derry Girls zyskało uznanie krytyków. W serwisie Rotten Tomatoes pierwsza seria uzyskała 100% aprobatę na podstawie recenzji 24 krytyków ze średnią oceną 7,9/10. Zgodnie z konsensusem krytyków strony internetowej: „Doskonale dobrana obsada i surowy styl pisania napędzają czarny humor Derry Girls,  a twórczyni Lisa McGee w frenetyczny sposób pokazuje życie nastolatków w Irlandii Północnej lat 90.”.
Druga seria ma ocenę aprobaty 97% na podstawie recenzji 33 krytyków ze średnią oceną 8,3 /10. Zgodnie z konsensusem krytyków serwisu: „Drugi sezon Derry Girls nie traci nic ze swojego uroku”.
Trzecia seria uzyskała 100% aprobatę i „Certified Fresh” na podstawie recenzji 21 krytyków ze średnią oceną 8,9/10. W serwisie Metacritic, który wykorzystuje średnią ważoną, uzyskał wynik 86 na 100 na podstawie pięciu recenzji krytyków, co wskazuje na „powszechne uznanie”.
Derry Girls był najczęściej oglądanym serialem w Irlandii Północnej od czasu rozpoczęcia nowoczesnych nagrań w 2002 roku, ze średnią widownią wynoszącą 519 000 widzów i 64,2% udziałem w widowni. Una Mullally z The Irish Times pochwaliła serial: „Scenariusz w Derry Girls jest wysublimowany, gra aktorska doskonała, obsada genialna”. 11 stycznia 2018 r., po wyemitowaniu pierwszego odcinka, program został wydłużony o drugą serię. Każdy odcinek obejrzało ponad dwa miliony widzów. Na zakończenie pierwszej serii Barbara Ellen z The Guardian napisała, że do Derry Girls nawiązywały takie produkcje filmowe jak The Inbetweeners, Father Ted i Bad Education.

## Odbiór publiczności
Chociaż serial ma podteksty polityczne, reakcje publiczności podkreślały komediowy charakter, dzięki czemu materiał jest wystarczająco lekki, aby się nim cieszyć. Autorzy recenzji zauważali, że ich własne rodziny z Irlandii Północnej doceniły sposób, w jaki serial dał uczciwy obraz tego, jak wyglądało życie nastolatków w okresie Kłopotów i ile wycierpiały rodziny w tym czasie. Sposób, w jaki serial przedstawiał wydarzenia i życie codzienne, odzwierciedlał prawdziwe życie zarówno protestantów, jak i katolików na tym obszarze.
Lisa McGee wydarzenia w serialu oparła na własnym życiu: na przykład napisanie listu do córki Clintonów, Chelsea wydarzyło się naprawdę. Dodanie do odcinków prawdziwych historii, takich jak ta, ugruntowało serial w sposób, który pozwolił widzom wczuć się w nastoletnie postawy bohaterów i posłużył jako wyraźny kontrast do wydarzeń wokół nich. Zestawienie przemocy z okresu Kłopotów z życiem nastolatków odbiło się echem zarówno wśród widzów, jak i krytyków, czyniąc z niego jedną z cech serialu, która zapewniła mu tak duży sukces.

## Kultura popularna
Odcinek Simpsonów „You Won't Believe What This Episode Is About – Act Three Will Shock You!”, który został wyemitowany 13 marca 2022 r., przedstawia lodziarnię o nazwie Dairy Girls Ice Cream. Scenarzysta Simpsonów, Matt Selman, potwierdził na Twitterze, że było to odniesienie do Derry Girls, dodając, że „przynajmniej tyle mogliśmy zrobić”.

## Wyróżnienia i nagrody
| Rok  | Nagroda                           | Kategoria                                  | Nominowane osoby       | Wynik     |
| ---- | --------------------------------- | ------------------------------------------ | ---------------------- | --------- |
| 2018 | Radio Times Comedy Champion Award |                                            | Derry Girls            | Nagroda   |
| 2018 | IFTA Gala Television Awards       | Najlepsza występ aktorki                   | Saoirse-Monica Jackson | Nominacja |
| 2018 | IFTA Gala Television Awards       | Najlepszy występ aktora                    | Tommy Tiernan          | Nominacja |
| 2018 | IFTA Gala Television Awards       | Najlepsza komedia                          | Derry Girls            | Nagroda   |
| 2018 | IFTA Gala Television Awards       | Najlepszy twórca komediowy                 | Lisa McGee             | Nagroda   |
| 2018 | British Screenwriters' Awards     | Najlepszy telewizyjny scenariusz komediowy | Lisa McGee             | Nagroda   |
| 2018 | British Comedy Guide Awards       | Best New TV Sitcom                         | Derry Girls            | Nagroda   |
| 2019 | Royal Television Society Awards   | Najlepszy scenariusz komediowy             | Derry Girls            | Nagroda   |
| 2019 | Royal Television Society Awards   | Najlepszy twórca (komedia)                 | Lisa McGee             | Nominacja |
| 2019 | BAFTA TV Awards                   | Najlepszy scenariusz komediowy             | Derry Girls            | Nominacja |
| 2020 | Royal Television Society Awards   | Najlepszy scenariusz komediowy             | Derry Girls            | Nominacja |
| 2020 | Royal Television Society Awards   | Najlepszy kobiecy występ komediowy         | Saoirse-Monica Jackson | Nagroda   |
| 2020 | BAFTA TV Awards                   | Najlepszy scenariusz komediowy             | Derry Girls            | Nominacja |
| 2022 | National Television Awards        | Komedia                                    | Derry Girls            | Oczekuje  |
| 2022 | TV Choice Awards                  | Najlepszy występ komediowy                 | Siobhán McSweeney      | Oczekuje  |